# Pseudhammus burgeoni
Pseudhammus burgeoni är en skalbaggsart som beskrevs av Stefan von Breuning 1935. Pseudhammus burgeoni ingår i släktet Pseudhammus och familjen långhorningar. Inga underarter finns listade i Catalogue of Life.